# 魔王 (韓國電視劇)
《魔王》（韓語：마왕）是韓國KBS於2007年3月21日起播出的水木迷你連續劇，金志宇編劇和朴燦弘導演合作的《復仇三部曲》第二部，內容取自塔羅牌、特異功能、推理等科幻題材，由嚴泰雄、朱智勳、申敏兒等人演出。
2008年日本TBS同名電視劇《魔王》是據此翻拍，由大野智、生田斗真、小林涼子主演。

## 劇情介紹
姜吾秀在中學時期是一個不良份子，常常與朋友欺負同學。吾秀的同學鄭泰勳看不過眼，拿著刀去找吾秀談判，但吾秀搶了刀，兩人推撞期間，刀意外地插入了泰勳的腹部，因此而死。小學生徐海茵在上學途中，撿到了吾秀朋友掉下的籃球，拿著它時腦海見到吾秀殺人的一幕，告知警察卻沒人相信她，自此，海茵便有了「觸摸物件便能看到它所遇到的事情」的特異功能。吾秀的爸爸是有權有勢的國會議員，最終他以自衛殺人的名義無罪釋放。
12年後，吾秀因罪疚當了警察，海茵在圖書館當管理員。泰勳的弟弟泰成，他的朋友吳丞賀在一次交通意外中死去，泰成就裝作他自己死去，而以朋友丞賀的身份活下去，努力讀書成為一個律師。其後，一連串的殺人案件都發生在吾秀身邊的人，表面上看似沒有關連，但所有有關12年前殺人案件的人都被牽連在內，在海茵的幫助下，吾秀懷疑有人在幕後策劃一切。

## 演員陣容

### 主要人物
- 嚴泰雄 飾演 姜吾秀（少年：徐俊英）
- 朱智勳 飾演 吳丞賀／鄭泰成（少年：郭正旭）
- 申敏兒 飾演 徐海茵

### 吾秀週邊人物
- 鄭東煥 飾演 姜東賢
- 崔德文 飾演 姜羲秀
- 尹惠京 飾演 崔娜熙
- 金榮在 飾演 羅碩振
- 韓政秀 飾演 尹岱植
- 吳　龍 飾演 金順基
- 趙在元 飾演 金永哲
- 朱鎭模 飾演 潘昌豪
- 朴克莉娜 飾演 李敏在
- 金永俊 飾演 申載民

### 丞賀週邊人物
- 金圭哲 飾演 車廣度
- 林丞大 飾演 黃守坤

### 海茵週邊人物
- 李甫姫 飾演 呂順玉
- 李　恩 飾演 孔珠喜

### 其他人物
- 李聖旻 飾演 黃大弼

## 收視率
| 集數     | 播放日期   | 收視率 |
| -------- | ---------- | ------ |
| 第1集    | 2007/03/21 | 9.3%   |
| 第2集    | 2007/03/22 | 8.7%   |
| 第3集    | 2007/03/28 | 7.9%   |
| 第4集    | 2007/03/29 | 6.9%   |
| 第5集    | 2007/04/04 | 8.4%   |
| 第6集    | 2007/04/05 | 7.7%   |
| 第7集    | 2007/04/11 | 8.2%   |
| 第8集    | 2007/04/12 | 6.9%   |
| 第9集    | 2007/04/18 | 7.4%   |
| 第10集   | 2007/04/19 | 6.4%   |
| 第11集   | 2007/04/25 | 6.5%   |
| 第12集   | 2007/04/26 | 7.0%   |
| 第13集   | 2007/05/02 | 6.2%   |
| 第14集   | 2007/05/03 | 6.6%   |
| 第15集   | 2007/05/09 | 6.4%   |
| 第16集   | 2007/05/10 | 6.8%   |
| 第17集   | 2007/05/16 | 7.3%   |
| 第18集   | 2007/05/17 | 8.4%   |
| 第19集   | 2007/05/23 | 7.0%   |
| 第20集   | 2007/05/24 | 8.3%   |
| 平均收視 | 平均收視   | 7.4%   |

## 腳註
1. ↑  官方英文譯名：魔王 KBS Global 網站 的存檔，存档日期2007-08-23. （英文）
2. ↑  收視資料：TNS Media Korea （页面存档备份，存于） 

## 外部連結
- 韓國KBS官方網站 （页面存档备份，存于） 
- 臺灣GTV官方網站 （繁體中文）

| KBS 2TV 水木劇                              | KBS 2TV 水木劇                           | KBS 2TV 水木劇 |
| ------------------------------------------- | ---------------------------------------- | -------------- |
|                                             | 魔王 （2007年3月21日 - 2007年5月24日）   |                |
| 達子的春天 （2007年1月3日 - 2007年3月15日） | 京城醜聞 （2007年6月6日 - 2007年8月1日） |                |

| 臺灣 八大戲劇台 星期六、日 22:00 - 24:00    | 臺灣 八大戲劇台 星期六、日 22:00 - 24:00 | 臺灣 八大戲劇台 星期六、日 22:00 - 24:00 |
| ------------------------------------------- | ---------------------------------------- | ---------------------------------------- |
|                                             | 魔王 （2010年11月6日 - ）                |                                          |
| 殘缺的愛 （2010年4月25日 - 2010年10月31日） | 未知                                     |                                          |